# Condado de Skagit
El condado de Skagit (en inglés: Skagit County), fundado en 1883, es uno de 39 condados del estado estadounidense de Washington. En el año 2009, el condado tenía una población de 119,534 habitantes y una densidad poblacional de 23 personas por km². La sede del condado es Mount Vernon.

## Geografía
Según la Oficina del Censo, el condado tiene un área total de 4973 km² (1920,1 mi²), de la cual 4494 km² (1735,1 mi²) es tierra y 479 km² (184,9 mi²) (9.65%) es agua.

### Condados adyacentes
- Condado de Whatcom (norte)
- Condado de Okanogan (este)
- Condado de Chelan (sureste)
- Condado de Snohomish (sur)
- Condado de Island (suroeste)
- Condado de San Juan (oeste)

### Áreas protegidas
- Bosque Nacional Monte Baker-Snoqualmie
- Bosque Nacional Kaniksu
- Parque Nacional North Cascades
- Área Nacional de Recreación Lago Ross

## Demografía
Según el censo de 2000, había 40,066 personas, 38,852 hogares y 27,351 familias residiendo en la localidad. La densidad de población era de 23 hab./km². Había 42,681 viviendas con una densidad media de 10 viviendas/km². El 86.49% de los habitantes eran blancos, el 0.44% afroamericanos, el 1.85% amerindios, el 1.49% asiáticos, el 0.16% isleños del Pacífico, el 1.17% de otras razas y el 2.40% pertenecía a dos o más razas. El 11.20% de la población eran hispanos o latinos de cualquier raza.
Los ingresos medios por hogar en la localidad eran de $42,381, y los ingresos medios por familia eran $48,347. Los hombres tenían unos ingresos medios de $37,207 frente a los $26,123 para las mujeres. La renta per cápita para el condado era de $21,256. Alrededor del 11.10% de la población estaban por debajo del umbral de pobreza. 

## Transporte

### Carreteras principales
- Interestatal 5
- Ruta Estatal 9
- Ruta Estatal 20

## Localidades
- Anacortes
- Burlington
- Concrete
- Hamilton
- La Conner
- Lyman
- Mount Vernon
- Sedro-Woolley

### Áreas reconocidas por el censo
- Alger
- Bay View
- Big Lake
- Clear Lake
- Conway
- Edison
- Lake Cavanaugh
- Lake McMurray
- Marblemount
- Rockport

### Otras comunidades
- Alger
- Allen
- Avon
- Birdsview
- Bow
- Blanchard
- Cedardale
- Day Creek
- Dewey Beach
- Fidalgo
- Fir
- Fishtown
- Guemes
- Hickson
- Hoogdal
- Milltown
- Padilla
- Punkin Center
- Rexville
- Samish Island
- Similk Beach
- Skagit City
- Summit Park
- Swinomish Indian Reservation
- Upper Skagit Indian Reservation
- Urban
- Whitney